# Place Joseph-Pancaut
La place Joseph-Pancaut est un espace public de la commune de Mont-de-Marsan, dans le département français des Landes.

## Présentation
Comptant parmi les principales places de la ville, elle est encore couramment désignée sous son ancien nom de « place du Commerce » par les habitants. Orientée nord-sud, elle a la forme d'un parallélogramme, de 160 mètres de long et 40 mètres de large. Ouverte à la circulation automobile, elle est bordée par des commerces, le temple de Mont-de-Marsan (n°8), le siège du Stade montois (n°21) et l'hôtel de la police nationale (n°22-23). Des places de stationnement sont aménagées sur sa partie centrale et son pourtour. Chaque année en juillet, elle est un des hauts lieux des fêtes de la Madeleine.

### Situation et accès
Elle est située dans le centre-ville de Mont-de-Marsan, au sud de la Midouze et dessert la rue Frédéric-Bastiat, rue Général-Lasserre, rue des Cordeliers, ainsi que le passage Joseph-Pancaut. Elle est reliée à la place Raymond-Poincaré à Saint-Jean-d'Août par le pont des Droits-de-l'Homme et le boulevard Ferdinand-de-Candau.

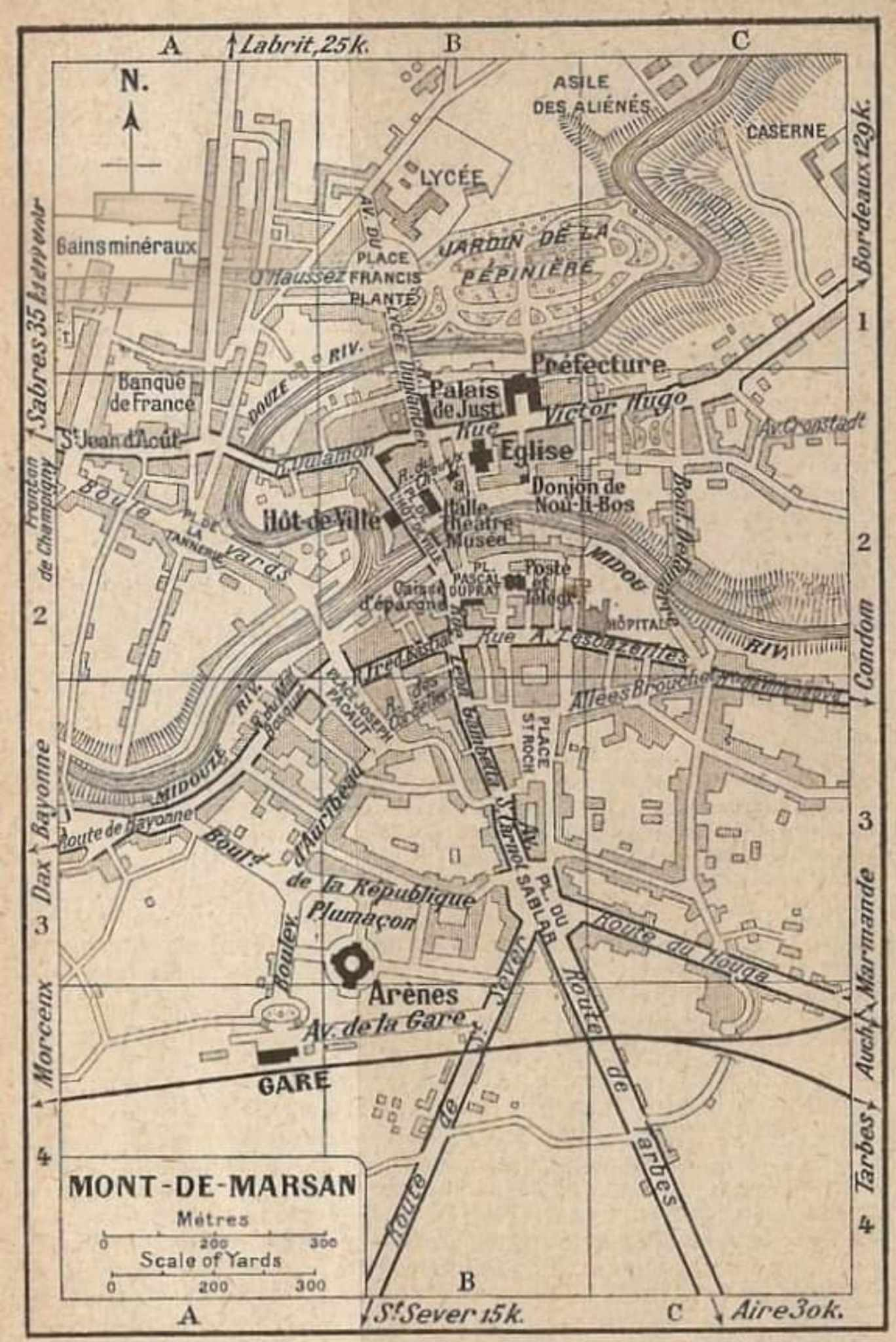
Situation de la place Joseph-Pancaut sur un plan ancien.

### Nom
Elle prend le nom de place Joseph-Pancaut par délibération du conseil municipal du 1er octobre 1909, en l'honneur de d'Henri Marie Joseph Pancaut (né à Mont-de-Marsan le 8 juin 1848 - décédé dans cette même ville le 24 avril 1909), fils du négociant, Bernard Édouard Pancaut, et de son épouse, Marie Lalanne. Lui même négociant en matières résineuses, demeurant au 33 rue des Cordeliers, à l'angle de cette place, il décède célibataire.
Ce même 1er octobre 1909, le conseil municipal accepte le legs fait à l'hospice (l'hôpital Lesbazeilles) par Joseph Pancaut de sa métairie de Bourboure du Marin située à Laglorieuse et Artassenx, d'une somme de 10 000 francs affectée à la maternité et d'une somme de 5 000 francs affectée à la pouponnière.
Avant cette date, la place figure sur différents actes notariés sous le nom de « Grande place du port » (1670) ou « Place publique du port » (1702). Sur le cadastre napoléonien de 1811, elle est déjà mentionnée sous le nom de « place du Commerce ».

### Historique
L'emplacement de la place est primitivement une carrière, dans laquelle est par la suite aménagé un bassin refuge pour les bateaux du port de Mont-de-Marsan. Après son comblement, le site est aménagé en espace public, qui prend d'abord le nom de « place du Port » puis « place du Commerce », est bordée par de beaux immeubles bourgeois, édifiés au XVIIIe siècle et XIXe siècle par les marchands et marins bateliers de la cité, enrichis grâce au commerce fluvial réalisé en contrebas et dont la maison Marrast constitue un des exemples les plus significatifs.
En 1811, le nord de la place est sur le parcours de la route impériale no 11 entre  Bordeaux et Bayonne. En 1824, lors de la renumérotation des routes, ce tracé reçoit le nom de route nationale 10. À Mont-de-Marsan, la route arrivant de Roquefort passe par l'actuelle rue Victor-Hugo, la place Abbé-Bordes, la rue Robert-Wlérick, la place Charles-de-Gaulle, avant de traverser l'actuel pont Gisèle-Halimi, d'emprunter la section de l'actuelle rue Léon-Gambetta située au nord du carrefour des Quatre-Cantons, de passer par la rue Frédéric-Bastiat, le nord de l'actuelle place Joseph-Pancaut, l'actuelle rue Maréchal-Bosquet et de quitter la ville par le quartier de Rigole sur la rive gauche de la Midouze en direction de Tartas, Dax et Bayonne.

### Événements
Le 6 octobre 1913, le cortège conduisant Raymond Poincaré traverse la place du Commerce lors des fêtes présidentielles.

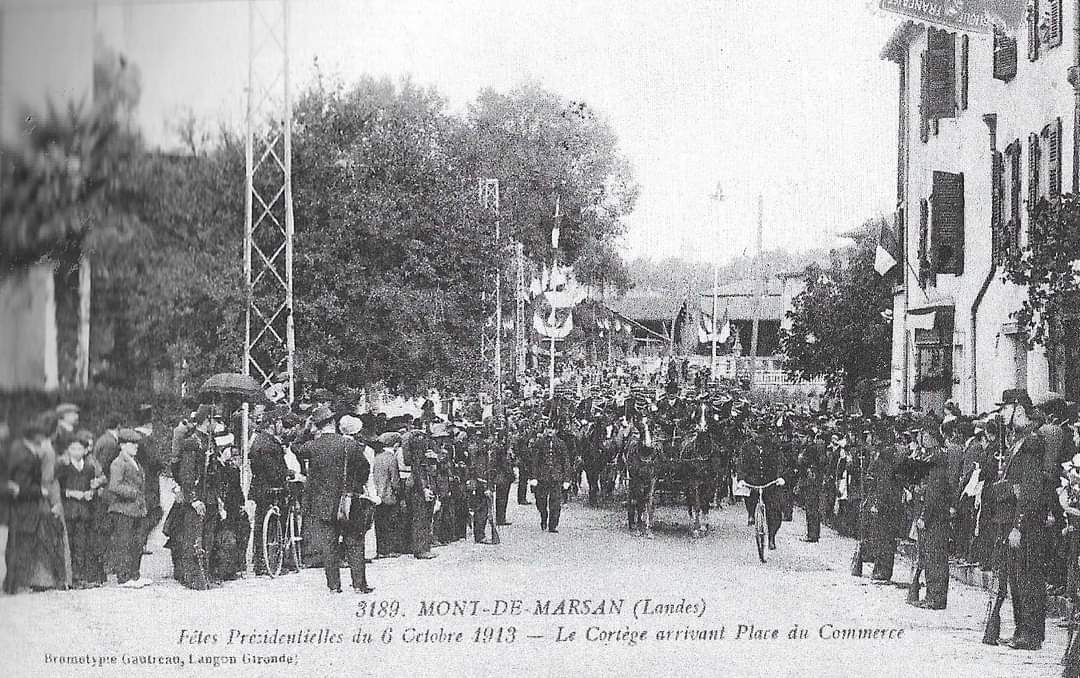
Passage du cortège présidentiel par la place du Commerce le 6 octobre 1913.

Le départ de la 7e étape du Tour de France  est donné depuis la place Joseph-Pancaut en direction du pont des Droits-de-l'Homme  le 7 juillet 2023.

## Bâtiments remarquables et lieux de mémoire
Les demeures anciennes bordant la place appartenaient aux négociants de la cité prospérant jusqu'en 1903 grâce à la batellerie, telle que la maison Marrast, au n°39.
- n° 8 : temple protestant, inauguré le 17 mars 1870, construit sur un terrain acheté en 1868, à l'emplacement d'un magasin détruit par un incendie ;
- n° 22-23 : l'hôtel de police, occupant trois bâtiments contigus ;
- extrémité nord du terre-plein central : statue représentant Nicolas de Condorcet, mise en place en janvier 1989, année de commémoration du bicentenaire de la Révolution française. C'est une copie en résine. L'original est réalisé en 1911 par Robert Wlérick[1].

Statue

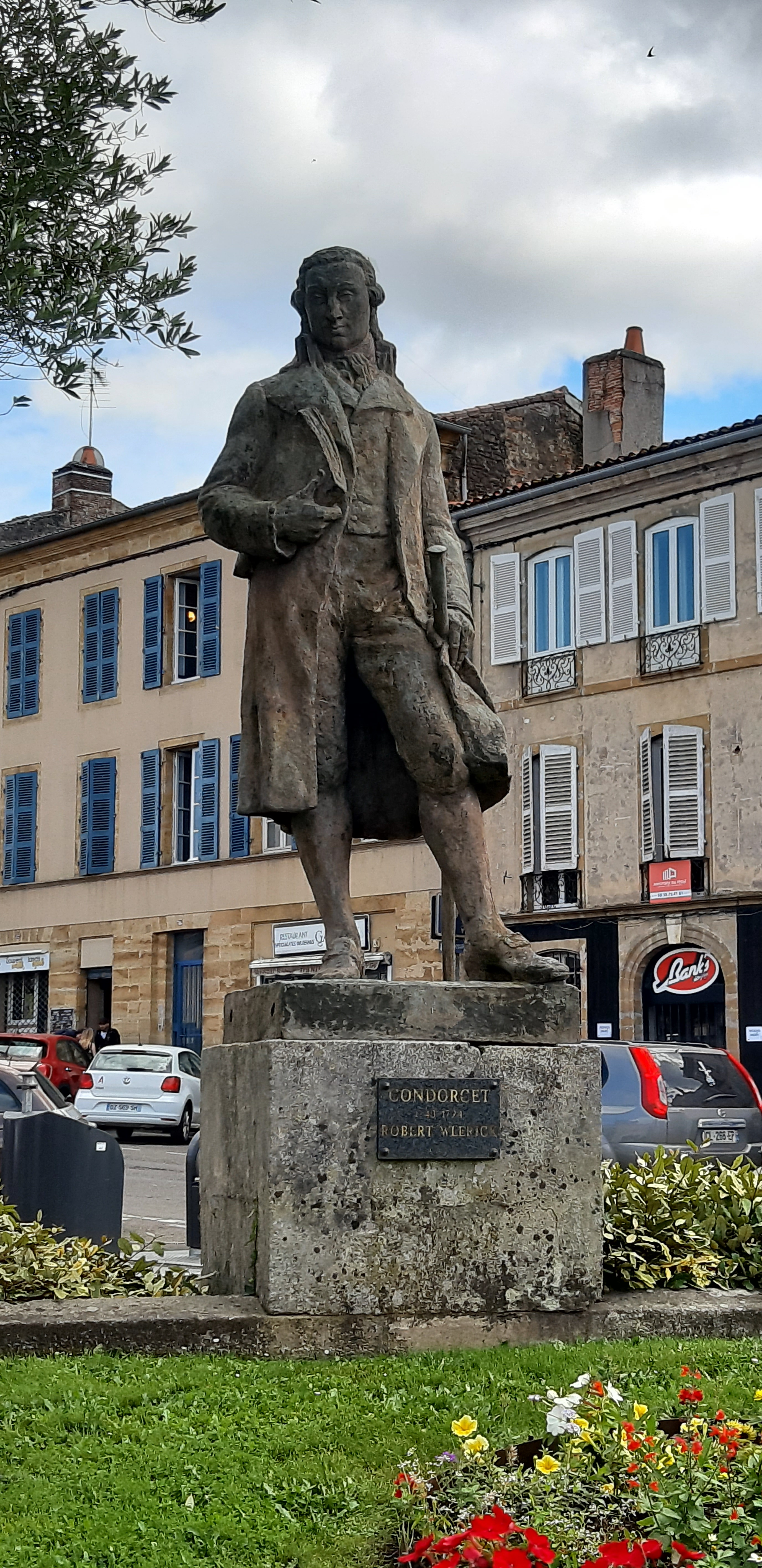
Statue de Condorcet

Ancienne place du Commerce

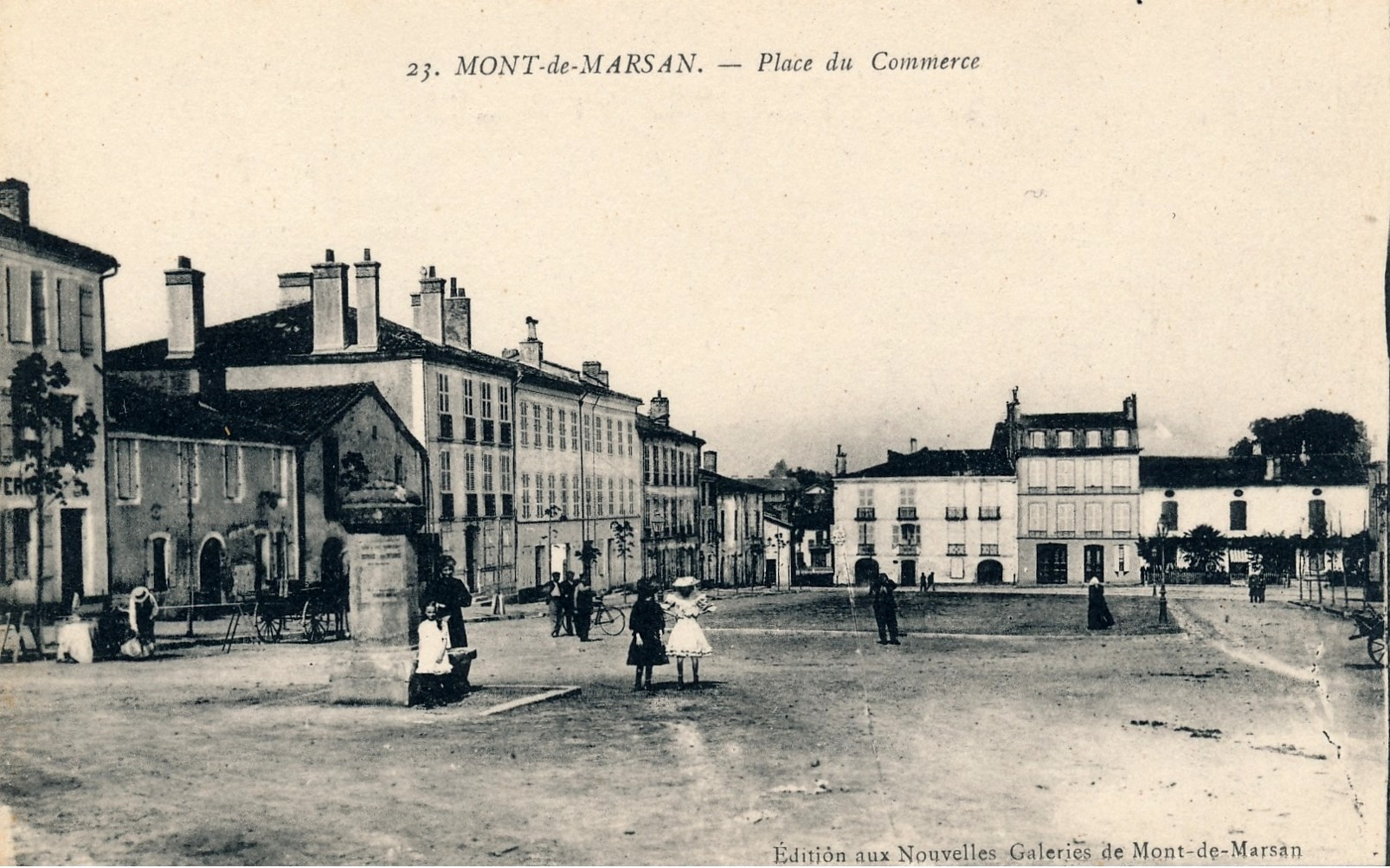
Photo ancienne de la place, en direction du nord
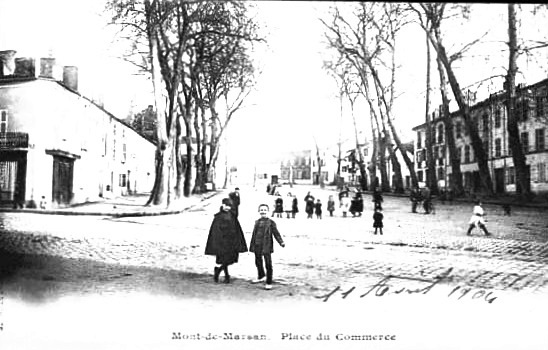
Photo ancienne de la place, en direction du sud

Espaces connexes

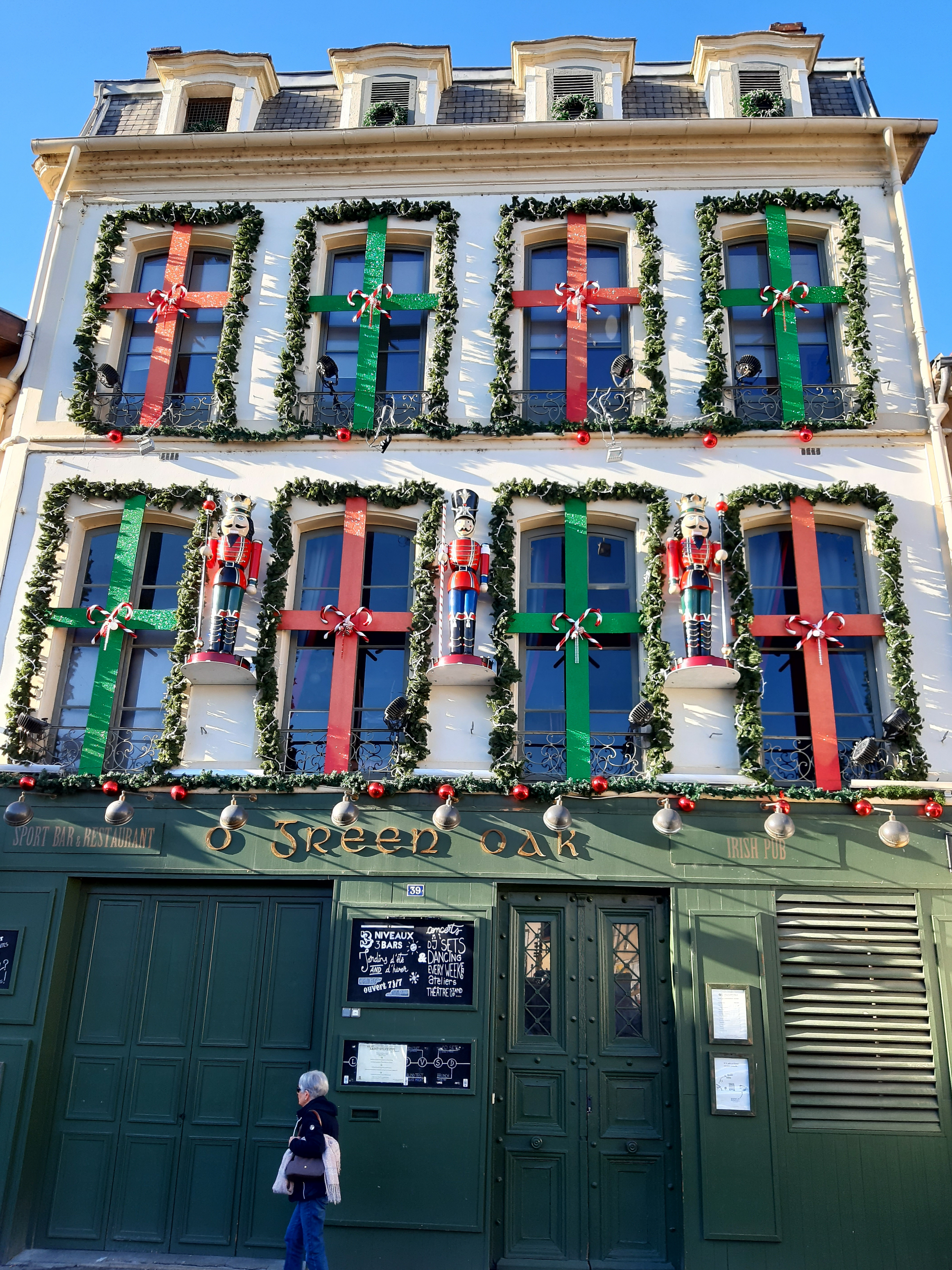
Pub O'Green Oak, dans l'ancienne maison Marrast
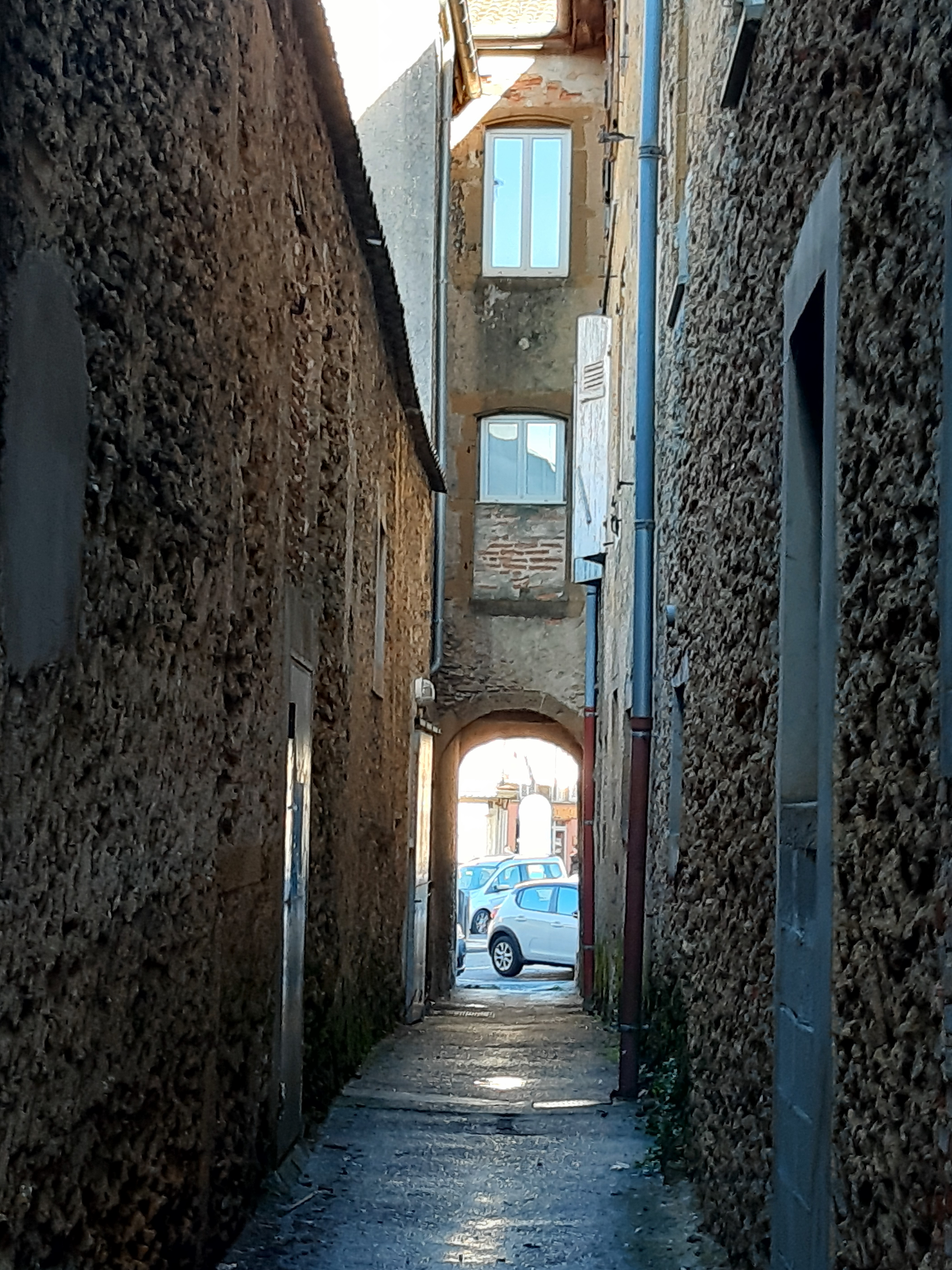
Passage Joseph-Pancaut, débouchant sur la place